# نات برشرس
نات برشرس (انگلیسی: Nat Borchers؛ زادهٔ ۱۳ آوریل ۱۹۸۱) یک بازیکن فوتبال اهل ایالات متحده آمریکا است.
وی همچنین در تیم ملی فوتبال ایالات متحده آمریکا بازی کرده است.